# Edward J. Adams

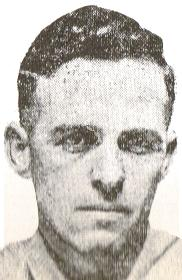
Eddie Adams

Edward J. „Eddie“ Adams, geboren als William Joseph Wallace, (* 1887 in Hutchinson, Kansas; † 22. November 1921 in Wichita, Kansas) war ein amerikanischer Verbrecher und Mörder im Mittleren Westen. Ihm wurden sieben Morde, einschließlich der an drei Polizisten in Wichita, innerhalb eines etwa 14-monatigen Zeitraums zugeschrieben. Er verletzte mindestens ein Dutzend weitere Opfer. Adams wurde schließlich 1921 von der Polizei von Wichita ausfindig gemacht und erschossen.

## Frühe Jahre
Edward J. „Eddie“ Adams wurde 1887 auf einer Farm in Hutchinson (Kansas) als William Joseph Wallace geboren. Sein Vater starb, als er noch jung war. Seine Mutter heiratete erneut. Eddie hegte starke Verachtung für seinen Stiefvater und für körperliche Arbeit. Er lernte das Friseurhandwerk und zog um die Jahrhundertwende nach Wichita, Kansas. Dort traf er den Kriminellen John Callahan, der ihn schnell mit kriminellen Handlungen wie Autodiebstahl vertraut machte.
Adams hatte eine charismatische Ausstrahlung und umgab sich mit einer großen Anzahl krimineller Personen und loser Damen. Seine Frau verließ ihn aufgrund seiner Untreue und seiner zunehmenden illegalen Aktivitäten.
Er gründete seine eigene Bande und begann, Banken und Züge in Kansas, Missouri und Iowa auszurauben. Schließlich erwarb er den Ruf, der führende Bandit im Mittleren Westen in den frühen Tagen der Prohibition in den Vereinigten Staaten zu sein.

## Überfall in Kansas City
Im Jahr 1920 schloss Adams einen Pakt mit den gesetzlosen Major-Brüdern Ray und Walter Major, mit denen er am 5. September 1920 einen Überfall auf das Casino an der Grand Avenue in Kansas City, Missouri, beging und das sich im Besitz des Gangsters Harry Trusdell befand. Eine Schießerei zwischen den Banditen und den Mitarbeitern des illegalen Casinos führte zum Tod des Spielers und Kriminellen Frank Gardner. Die Bande wurde kurze Zeit später von der Polizei gestellt und verhaftet.
Adams wurde im Februar 1921 zu lebenslanger Haft verurteilt. Seine Partner, die Major-Brüder, machten einen Deal mit der Polizei. Sie bekannten sich des Überfalls für schuldig und wurden zu einer geringeren Haftstrafe von nur fünf Jahren verurteilt. Beide Brüder starben später hinter Gittern.

## Raubzug im Mittleren Westen
Als Adams in das Missouri State Prison in Jefferson City, Missouri, transportiert wurde, konnte er durch einen Sprung aus dem Zug entkommen. Er kam einige Tage bei dem Gangster Julius Finney unter, mit dem er am 11. Februar 1921 einen Überfall auf eine Bank und einen General Store in Cullison, Kansas, beging. Er wurde in der Nähe von Garten Plain von einem Mitglied einer posse, einer Art Bürgerwehr, sechs Tage später nach Zerstörung eines gestohlenen Fahrzeugs unter einer Brücke gefasst. Adams wurde für den Bankraub verurteilt und erhielt neben seiner lebenslangen Haftstrafe in Missouri wegen Mordes zusätzlich 10 bis 30 Jahre Haft im Staatsgefängnis von Kansas in Lansing.
Am 13. August entkam Adams erneut aus dem Gefängnis, nachdem er das Gefängniskraftwerk sabotiert hatte, indem er zusammen mit den Insassen Frank Foster, George Weisberger und D.C. Brown die Gefängnismauern von Lansing während der Nacht überwand. Die Flucht mit dem Fahrer Billy Fintelman, einem Veteranen aus dem Ersten Weltkrieg, verlief schwierig. Mit Ausnahme von Brown, der wenige Tage später wieder gefasst wurde, konnten sich die Flüchtlinge der Erfassung der staatlichen Behörden jedoch entziehen und bildeten den Kern der künftigen Adamsbande.
Im September des gleichen Jahres beraubte die Bande, zusammen mit Fintelman, Banken in Rose Hill und Haysville, Kansas, und erbeutete rund 10.000 $. Während des Überfalls in Haysville schlug Adams dem Polizeibericht zufolge dem 82 Jahre alten James Krievell ohne ersichtlichen Grund mit seiner Pistole auf den Kopf, woraufhin dieser später an den Folgen eines Schädelbruchs verstarb.
Am 8. Oktober versuchte die Polizei, die Bande in der Nähe von Anoly, Kansas, in eine Falle zu locken, aber diese schaffte es, nach einer Schießerei zu entkommen. Das Bandenmitglied Benjamin Fisher wurde dabei verwundet. Die Bande wurde elf Tage später bei einem Diebstahl von 500 $ in Silber in der Nähe von Osceola, Iowa, erneut gesichtet. Es folgte ein weiterer Versuch eines possen, die Bande südlich von Murray, Iowa, zu fassen. Die Bande ruhte für mehrere Stunden auf einer Schotterstraße nur wenige Kilometer von der Stadt entfernt. Der Landwirt C.J. Jones schöpfte Verdacht, als er das Fluchtfahrzeug der Bande sah, und kontaktierte den Sheriff westlich von Murray. Man stellte ein paar Männer zusammen, die der Sache nachgehen sollten. Bei der Annäherung an das Fahrzeug wurde der Sheriff beinahe von einer Revolverkugel ins Gesicht getroffen. Er konnte jedoch rechtzeitig in Deckung gehen, bevor eine Schießerei einsetzte, die mehrere Mitglieder des posse schwer verletzte. Der Landwirt Jones packte, seiner Aussage nach, als er den Schusswechsel hörte, seine Schrotflinte und lief zur Straße, um den posse zu unterstützen. Die Gang versuchte zu fliehen und feuerte, während sie auf der Straße wendete, auf Jones, der tödlich verwundet zurückblieb.
Richtung Wichita setzte die Bande ihren Raubzug auf elf Filialen in Muscotah, Kansas, fort und entführte zwei Motorradpolizisten außerhalb von Wichita, wo sie auch deren Motorräder in Brand steckten. Zurück in Wichita am 5. November 1921 erschoss Adams den Streifenpolizisten A.L. Young kaltblütig, während dieser Dienst hatte.
Die Bande beging dann ihren erfolgreichsten Raub mit dem Überfall auf den Santa-Fe-Expresszug in der Nähe von Ottawa, Kansas, und einer Beute von 35.000 $.

## Untergang der Bande

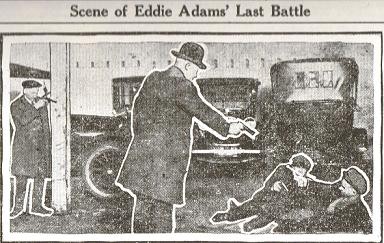
Nachbildung der tödlichen Schießerei zwischen Adams und der Polizei (veröffentlicht in der Zeitung Wichita Eagle am 23. November 1921)

Am Abend des 20. Novembers machte Adams, zusammen mit Foster, Nellie Miles (einer langjährigen Freundin von Adams), George J. McFarland (einem lokalen Gangster und Schmuggler) und zwei angeblichen Prostituierten, einige Ausflugsfahrten rund um Wichita. Ein anderes Auto mit Fintelman, seiner Frau, Weisberger, P.D. Orcutt und zwei Damen folgte mit hoher Geschwindigkeit. Zwei Motorrad-Polizisten wollten das Fahrzeug mit Adams stoppen, woraufhin ein Schuss aus dem Fahrzeug kam – es ist nicht bekannt, ob der Schuss von Adams oder Foster abgefeuert wurde – und den Streifenpolizisten Robert Fitzpatrick tötete. Die Verbrecher fuhren Richtung Süden nach Cowley County, nachdem die Frauen geflohen waren.
Später am Abend ging dem Trio das Benzin aus und sie hielten an einer Farm, wo Adams versuchte, das Auto des Landwirts George Oldham zu stehlen. Als Oldham sich widersetzte, erschoss ihn Adams. Adams und Foster nahmen das Auto, während McFarland in der Zwischenzeit allein in die Nacht flüchtete. Das Duo kehrte in dem gestohlenen Auto nach Wichita zurück. Am nächsten Tag gingen Adams und Billy Fintelman zu McFarlands Haus, um ihn zu suchen. Dort warteten zwei Polizisten auf die beiden. Adams schoss auf Officer Ray Casner, der aber nicht tödlich verletzt wurde. Sein Kollege konnte sich unter einem Bett verstecken. Adams konnte daraufhin ein weiteres Mal entkommen.
Adams versteckte sich bis zur Beerdigung des gefallenen Officers Fitzpatrick am 22. November, dem Tag, von dem er annahm, dass ein Großteil der Polizei dort anwesend sein würde. Er plante, einen Mietwagen zu nehmen, um die Stadt für immer zu verlassen. Allerdings erkannte ihn der Inhaber des Verleihs und kontaktierte die Polizei. Drei Officers kamen zu dem Ort und wurden von Adams sofort unter Feuer genommen. Detective Charles Hoffman, der Adams noch auf den Boden werfen konnte, wurde tödlich getroffen. Officer Charles Bowman wurde ebenfalls von Adams getroffen. Der dritte Polizist, D.C. Stuckey, konnte sich hinter einer Säule verstecken, schoss dann dreimal auf Adams und verletzte ihn tödlich.
Eddie Adams’ Leiche wurde in der Stadt in einer grausigen Zeremonie der Öffentlichkeit zur Schau gestellt, um das Ende seines Terrors deutlich zu machen. Mehr als 9.000 Menschen sahen sich den erschossenen Gesetzlosen an. Am Ende wurden 18 Personen als Komplizen und Mittäter von Adams ausfindig gemacht und verhaftet. Vier kamen in die Strafanstalt von Kansas, Frank Foster erhielt lebenslange Haft.